# The Colour of My Love
The Colour of My Love è il terzo album in lingua inglese e diciottesimo album in totale della cantante canadese Céline Dion, pubblicato il 9 novembre 1993. Le canzoni sono state prodotte principalmente da David Foster, Ric Wake, Guy Roche, Walter Afanasieff e Christopher Neil; i testi di quattro di loro sono stati scritti da Diane Warren.
L'anticipazione per questa pubblicazione fu originariamente intensificata dal clamore intorno al successo della colonna sonora del film di successo Insonnia d'amore, per il quale Céline cantò la canzone a tema When I Fall In Love con Clive Griffin, una delle cover di questo album. The Colour of My Love vanta una serie di ballad che eguagliano la pluri-premiata Beauty And The Beast e If You Asked Me To. Céline rafforza la sua precedente reputazione con il singolo e il video in anteprima di questo album, The Power of Love, altra cover di questo ultimo lavoro.
Altri brani di The Color of My Love dimostrano il talento e la versatilità di Céline. Refuse to Dance, con la sua atmosfera inquietante, le vorticose linee di violino gipsy e le liriche enigmatiche, è diverso da qualsiasi altro lavoro che Céline abbia mai registrato prima. Loving Proof evoca i giorni di gloria dell'anima di Filadelfia, come i suoi versi sfumati del vibrafono che conducono un coro mozzafiato di archi e voci. The Color of My Love si chiude con la title track, scritta e prodotta da David Foster e certa di diventare uno standard nel canone delle ballad della cantante.
Dopo la sua uscita, The Colour of My Love ha ricevuto recensioni generalmente contrastanti da critici musicali, ma è diventato un successo commerciale, in cima alle classifiche di Canada, Australia, Regno Unito e altri paesi europei, e ha raggiunto la top-ten altrove, incluso il numero quattro negli Stati Uniti. L'album ha venduto sei milioni di copie negli USA e ha venduto oltre 1,8 milioni di copie nel Regno Unito, 1,5 milioni in Canada e oltre un milione in Giappone. Resta uno degli album più venduti di sempre con vendite in tutto il mondo di venti milioni di copie. I singoli estratti dall'album includono la hit numero uno degli Stati Uniti, The Power of Love, la numero uno nel Regno Unito, Think Twice e la numero uno in Giappone, To Love You More, inclusa nella ri-pubblicazione del 1995 dell’album nel Paese del Sol levante. Ognuno di questi singoli ha venduto oltre un milione di copie in questi paesi.

## Antefatti e pubblicazione
Dopo aver pubblicato due album in studio in lingua inglese, Unison (1990) e Céline Dion (1992), registrato la canzone vincitrice all'Oscar e ai Grammy Award, Beauty and the Beast, e ottenuto tre prime entrate nella Billboard Hot 100 (Where My Heart Beat Now, Beauty and the Beast e If You Asked Me To), la Dion iniziò a lavorare al suo terzo album in lingua inglese, intitolato The Colour of My Love. Nel settembre 1993, ha tenuto due concerti al Capitole de Québec a Quebec City, in Canada, che sono stati registrati per essere poi trasmessi in televisione. La Dion eseguì alcuni brani inediti del suo prossimo album: Refuse to Dance, Everybody's Talkin' My Baby Down, The Colour of My Love, The Power of Love, Misled, Think Twice and Only One Road. Lo spettacolo intitolato in seguito The Colour of My Love Concert fu pubblicato come home video nel 1995. Nel 1993, Céline cantò, per la prima volta pubblicamente, il singolo The Power of Love per il neo-presidente Bill Clinton al Kennedy Center di Washington D.C., alla cerimonia del suo insediamento alla Casa Bianca.
The Color of My Love fu pubblicato nel novembre 1993 in Nord America, a dicembre in Giappone, a febbraio 1994 in Europa e a marzo in Australia.
In questo album Céline lavorò con uno staff con cui collaborò nei precedenti album anglofoni, composto da David Foster, Walter Afanasieff, Diane Warren e altri.
Dopo la conquista della notorietà anche negli USA questo album rappresenta la sua consacrazione a star internazionale e il raggiungimento della fama mondiale.

## Contenuti
The Color of My Love è stato pubblicato con quattordici canzoni negli Stati Uniti e quindici tracce, tra cui Just Walk Away, altrove. L'album fu prodotto principalmente da David Foster, Ric Wake, Guy Roche, Walter Afanasieff e Christopher Neil. Diane Warren scrisse quattro canzoni tra cui: Next Plane Out, Real Emotion, No Living Without Loving You e Lovin' Proof. L'album presenta il duetto con Clive Griffin in When I Fall in Love, (cover di Victor Young) tratto dalla colonna sonora del film con Tom Hanks e Meg Ryan e un'altra cover, The Power of Love, brano di Jennifer Rush del 1985. Nell'ottobre 1995, The Color of My Love fu ripubblicato in Giappone, includendo una nuova canzone, To Love You More, scritta e prodotta da David Foster.

## Singoli
Dopo When I Fall in Love, originariamente apparsa nella colonna sonora di Insonnia d'amore, The Power of Love fu pubblicato come primo singolo di The Colour of My Love. La canzone ha avuto molto successo, raggiungendo il primo posto negli Stati Uniti, in Canada e in Australia, e raggiungendo anche il primo posto nelle top-ten di vari paesi europei, tra cui Regno Unito e Francia. Il singolo ha venduto oltre 1,1 milioni di copie negli Stati Uniti ed è stato certificato disco di platino nel 1994. Il singolo successivo, Misled, salì in top-ten in Canada e raggiunse anche la prima posizione della classifica Hot Dance Club negli Stati Uniti. Un altro successo arrivò con l'uscita di Think Twice, singolo che scalòle classifiche del Regno Unito, Irlanda, Belgio, Danimarca, Norvegia, Svezia e Paesi Bassi, e raggiunse la top-ten anche in Australia e Svizzera. Vendette oltre 1,3 milioni di copie nel Regno Unito e fu certificato disco di platino nel 1995. Il singolo successivo fu Only One Road, anch'esso raggiunse la top-ten nel Regno Unito, Scozia, Irlanda, Spagna, Canada e Olanda. Nel 1995, Next Plane Out fu pubblicato in Australia e Just Walk Away in Spagna. Nell'ottobre dello stesso anno, The Color of My Love fu ripubblicato in Giappone, con un nuovo inedito, To Love You More, pubblicato come singolo nello stesso tempo. To Love You More raggiunse il primo posto nella classifica Oricon Singles e vendette 1,5 milioni di copie in Giappone, ottenendo la certificazione Million dal RIAJ.

## Promozione
Céline Dion promosse The Colour of My Love in Nord America su vari programmi televisivi tra la fine del 1993 e l'inizio del 1994. Inoltre, il suo concerto The Colour of My Love Concert fu trasmesso nel dicembre 1993 in Canada e nel febbraio 1994 negli Stati Uniti. La Dion ha anche intrapreso il The Colour of My Love Tour, tenendo concerti negli Stati Uniti nel febbraio 1994, e in Canada fino al maggio 1994. Dopo il successo di Think Twice al di fuori del Nord America, iniziò la promozione dell'album nel 1995 in Europa, incluso il Regno Unito. Una delle performance più importanti, dopo aver pubblicato l'album, sono: The Power of Love ai Juno Award del 1994 e agli American Music Award del 1995, Think Twice agli Edison Award nel 1994 e ai World Music Award nel 1995, e The Colour of My Love ai Juno Award del 1995. Céline eseguì anche tre canzoni a Top of the Pops nel Regno Unito: The Power of Love (1994), Think Twice (1995) e Only One Road (1995).

## Recensioni da parte della critica
Al momento della'uscita, l'album fu recensito negativamente da parte della critica musicale, con un'attenzione positiva sulla voce della Dion. Stephen Thomas Erlewine di AllMusic diede tre stelle su cinque e scrisse che l'album "segue lo stesso schema dell'omonimo successo di Céline, mentre le canzoni non sono così coerenti questa volta, il disco ha comunque un discreto successo, grazie alla produzione attenta, al cantautorato professionale (evidenziato da When I Fall in Love, The Power of Love e Think Twice) e dalle performance della centrale elettrica della Dion." Brad Webber del Chicago Tribune ha dato all'album due stelle su quattro. Sentiva che gli "standard della scrittura fossero dolcemente stucchevoli" come The Power of Love, che smentivano il talento della Dion: "voce fortemente risonante e multi-insaporita". Tuttavia Webber elogiò un "brivido esotico" in Refuse to Dance, che "getta un po 'di varietà nel mix".

## Successo commerciale
In Canada, The Colour of My Love entrò nella classifica degli album al quinto posto e salì in prima posizione nella quinta settimana. È rimasto alla numero uno per dodici settimane consecutive e trascorrendo in totale ottanta settimane in classifica. Nel dicembre 1994, l'album fu certificato disco di diamante dalla CRIA per aver venduto un milione di copie. Divenne il secondo album più venduto dell'anno in Canada, dopo The Sign degli Ace of Base. Nel novembre 1996, Billboard pubblicò le vendite di The Color of My Love, che raggiunsero il milione e mezzo di copie vendute solo in Canada. Negli Stati Uniti, l'album debuttò alla numero ottantotto, vendendo 16 000 copie. Nel marzo 1994, raggiunse la quarta posizione della Billboard 200 e trascorse 149 settimane in classifica. L'album vendette 4,6 milioni di copie secondo Nielsen SoundScan e fu certificato sei volte disco di platino dalla RIAA nel novembre 1999 per la vendita di sei milioni di copie negli Stati Uniti.
Nel Regno Unito, debuttò in decima posizione nel marzo 1994. Grazie al successo di Think Twice, l'album raggiunse la prima posizione nella classifica degli album inglesi nel gennaio 1995 e trascorse sette settimane al vertice. Per cinque settimane consecutive, Think Twice e l'album The Colour of My Love si trovarono contemporaneamente in cima alle classifiche del Regno Unito, un record che non veniva replicato dal 1965, periodo d'oro dei Beatles. Nel dicembre 1995, l'album fu certificato cinque volte disco di platino dal BPI per la vendita di 1,5 milioni di copie. Divenne anche il terzo album più venduto del 1995 nel Regno Unito, dopo l'album omonimo di Robson & Jerome e quello degli Oasis, (What's the Story) Morning Glory?. Nel novembre 2006, la Official Charts Company pubblicò una lista dei 100 album più venduti di tutti i tempi nel Regno Unito. La Dion occupò la lista con tre album, tra cui The Colour of My Love al numero settantasette con vendite di 1 816 915 copie vendute (idoneo ad essere certificato sei volte disco di platino). Anche The Colour of My Love ebbe molto successo in Europa. Salì alla numero uno in Irlanda, Norvegia, Belgio, Fiandre e Danimarca, e raggiunse la top-ten in Francia, Spagna, Svizzera, Svezia, Finlandia, Portogallo e Paesi Bassi. L'album fu certificato multi-platino, platino e oro in vari paesi europei. Nel 1996, l'IFPI lo certificò quattro volte disco di platino per aver venduto quattro milioni di copie in Europa.
In Giappone, l'album raggiunse la posizione numero sessantacinque nel febbraio 1994. Fu certificato disco d'oro per aver venduto 200 000 copie. Grazie al successo di To Love You More, l'album fu ripubblicato con questa canzone nell'ottobre del 1995 e raggiunse la settima posizione nella classifica degli Oricon Album nel novembre 1995. Questa riedizione vendette 650 000 copie nello stesso anno. Mentre l'album risaliva la Oricon Albums Chart nel 1995 e nel 1996, la ristampa di The Color of My Love vendette 813 450 copie e nel gennaio 1996, fu certificato tre volte disco di platino dalla RIAJ e più tardi, nello stesso anno, divenne il primo album della Dion a vendere più di un milione di copie in Giappone, compresi i numeri della versione originale e della ristampa. In Australia, l'album debuttò in nona posizione nel marzo 1994. Ancora una volta, grazie al successo di Think Twice, l'album superò l'ARIA Chart a metà del 1995 per otto settimane, raggiungendo la numero uno. The Color of My Love divenne anche il secondo album più venduto del 1995 in Australia, dopo Do not Ask di Tina Arena. Nel marzo 1996, The Color of My Love fu certificato otto volte disco di platino dall'ARIA per le vendite di 560 000 copie. The Color of My Love è diventato uno degli album più venduti della Dion, con vendite di venti milioni di copie in tutto il mondo.

## Riconoscimenti
The Colour of My Love ha vinto due Juno Award del 1995 come Album dell'Anno e Album più venduto dell'Anno (Straniero o Nazionale). Ha inoltre vinto, nel 1996, l'IRMA Award come Miglior Album internazionale di un Artista Femminile e fu nominato per l'Edison Award, nel 1995, nella categoria Miglior Album. Le canzoni di The Color of My Love hanno anche ricevuto varie nomination e premi in tutto il mondo. Think Twice vinse l'Ivor Novello Award come Migliore Canzone musicale e lirica, mente To Love You More vinse il Japan Gold Disc Award nella categoria International Single Grand Prix. When I Fall in Love ha vinto il Grammy Award per il Miglior Arrangiamento strumentale accompagnato da voci ed è stato nominato anche nella categoria Migliore Performance Pop da parte di un Duo o Gruppo. Ha anche vinto due ASCAP Pop Award nella categoria Canzone più eseguita ed è stata nominata per l'MTV Movie Award come Miglior Canzone di un film.
The Power of Love fu nominata ai Grammy Award come Migliore Performance Vocale Femminile, agli American Music Award per Miglior Singolo Pop/Rock, ai Juno Award per Singolo dell'Anno e ai Billboard Music Award nelle categorie Hot 100 Single of the Year e Singolo Adult Contemporary dell'Anno. The Power of Love vinse l'ASCAP Pop Award come Miglior canzone più eseguita e Misled vinse il BMI Pop Award nella stessa categoria. Grazie a The Colour of My Love e ai suoi singoli, la Dion ha anche vinto due World Music Award come Miglior Artista canadese dell'Anno e come Miglior Artista canadese più venduta dell'Anno, un Juno Award come Miglior Cantante Femminile dell'Anno e due Félix Award come Artista dell'Anno che ha ottenuto il massimo successo al di fuori del Québec e Artista dell'Anno che ha ottenuto il massimo successo in una lingua diversa dal francese. Céline è stata anche nominata per il suo primo BRIT Award nella categoria Miglior Artista femminile internazionale, e ha ricevuto altre nomination per altri Billboard Music Award e Juno Award. Il Colour of My Love Concert fu nominato ai Gemini Award nel 1995, come Miglior Performance in un programma di Varietà o Serie.

## Tracce

### The Colour of My Love
1. The Power of Love – 5:42 (Gunther Mende, Candy DeRouge, Jennifer Rush Mary, Susan Applegate, David Foster)
2. Misled – 3:30 (Peter Zizzo, Jimmy Bralower)
3. Think Twice – 4:47 (Andy Hill, Peter Sinfield)
4. Only One Road – 4:48 (Zizzo)
5. Everybody's Talkin' My Baby Down – 4:01 (Arnie Roman, Russ DeSalvo)
6. Next Plane Out – 4:57 (Diane Warren)
7. Real Emotion – 4:25 (Warren)
8. When I Fall in Love (feat. Clive Griffin) – 4:20 (Edward Heyman, Victor Young)
9. Love Doesn't Ask Why – 4:08 (Barry Mann, Cynthia Weil, Phil Galdston)
10. Refuse to Dance – 4:21 (Charlie Dore, Danny Schogger)
11. I Remember L.A. – 4:12 (Tony Colton, Richard Wold)
12. No Living Without Loving You – 4:22 (Warren)
13. Lovin' Proof – 4:11 (Warren)
14. Just Walk Away (Non-US track) – 4:58 (Marti Sharron, Albert Hammond)
15. The Colour of My Love – 3:27 (Foster, Arthur Janov)

### The Colour of My Love(Japanese re-release bonus track)
1. To Love You More – 5:28 (Foster, Junior Miles)

## Classifiche
| Classifica      | Posizione massima |
| --------------- | ----------------- |
| Australia       | 1                 |
| Austria         | 18                |
| Belgio Fiandre  | 1                 |
| Belgio Vallonia | 13                |
| Canada          | 1                 |
| Europa          | 4                 |
| Finlandia       | 7                 |
| Francia         | 7                 |
| Germania        | 16                |
| Giappone        | 7                 |
| Grecia          | 1                 |
| Irlanda         | 1                 |
| Italia          | 11                |
| Norvegia        | 1                 |
| Nuova Zelanda   | 2                 |
| Paesi Bassi     | 2                 |
| Portogallo      | 2                 |
| Regno Unito     | 1                 |
| Spagna          | 7                 |
| Stati Uniti     | 4                 |
| Svezia          | 4                 |
| Svizzera        | 9                 |